# Hemiteles coxalis
Hemiteles coxalis är en stekelart som beskrevs av Carl Gustav Alexander Brischke 1892. Hemiteles coxalis ingår i släktet Hemiteles och familjen brokparasitsteklar. Inga underarter finns listade i Catalogue of Life.